# Antonio Calcagni
Antonio Calcagni (Recanati, 1536 – Recanati, 1593) è stato uno scultore e fonditore italiano.

## Biografia

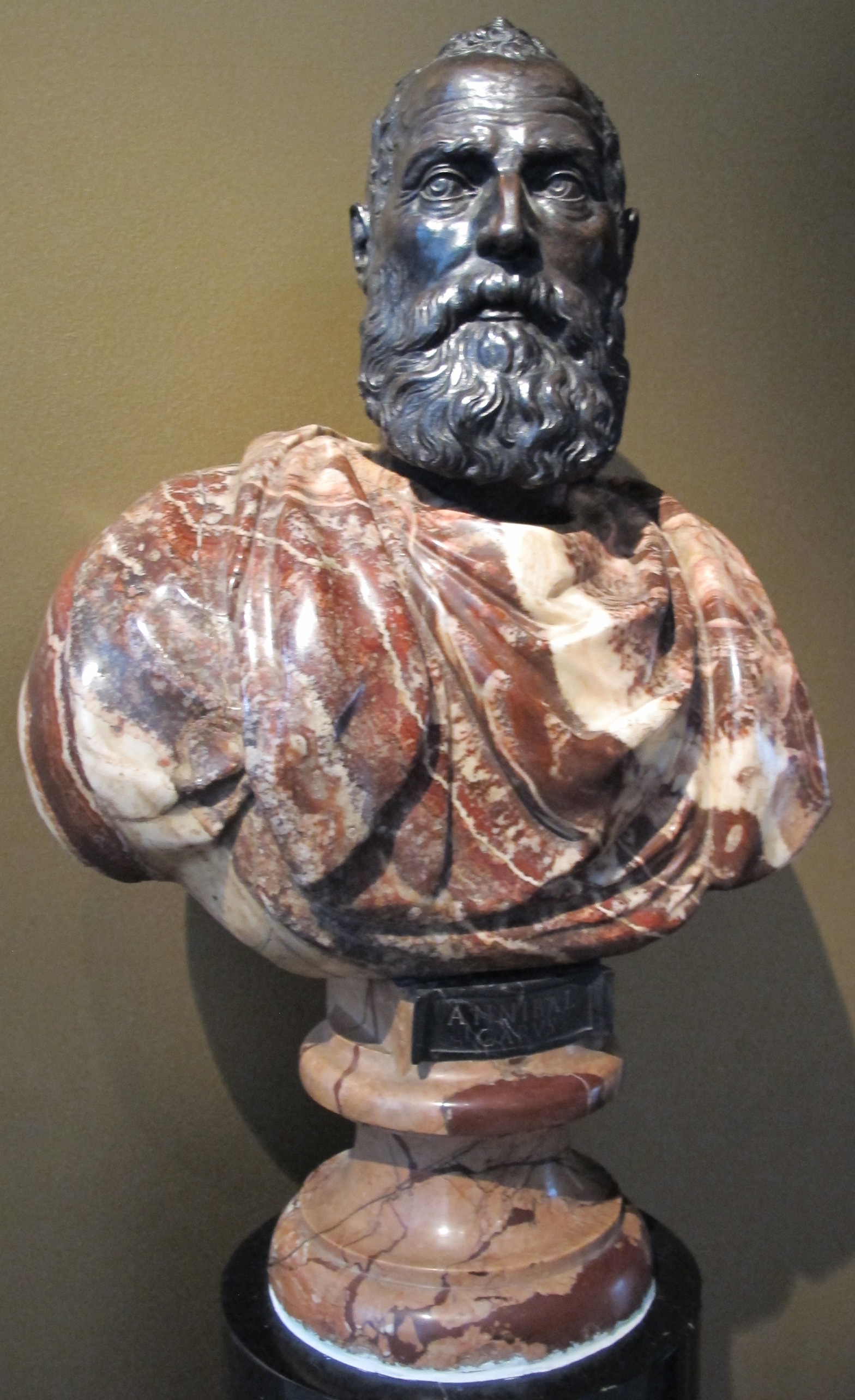
Annibal Caro in un busto di Antonio Calcagni oggi al Victoria and Albert Museum di Londra. 1566-1572 ca

Formatosi nella bottega dei Lombardo a Recanati, esordì portando a termine la statua di Gregorio XIII (1574) iniziata da Ludovico Lombardi ad Ascoli. Curò e diresse la lavorazione delle opere per la Basilica di Loreto. Tra i vari fonditori allora presenti nella scuola fondiaria recanatese, Antonio Calcagni collaborava con Tiburzio Vergelli e i Lombardo.
Dal 1580 cominciò la collaborazione fra Calcagni e il più giovane Tiburzio Vergelli, con il quale realizzò gli "Apostoli" d'argento, andati distrutti in epoca napoleonica, e la decorazione della "Cappella Masilla" nella Basilica di Loreto. Il sodalizio fra i due si sciolse con la realizzazione del Monumento a Sisto V del 1587 a Loreto, e a Camerino, «eseguite nello stesso tempo» e «con il medesimo schema compositivo».
Un manoscritto del XVII secolo, scritto da Diego Calcagni (suo discendente), conserva tracce dell'attività artistica precedente al 1574, menzionando opere commissionate da nobili e comunità religiose. Tra le opere sopravvissute di quel periodo, c'è un ritratto in busto di Annibal Caro al Victoria and Albert Museum. Nel 1574 realizzò il sepolcro di mons. Francesco Alberici segnando l'inizio di un periodo di grande prolificità artistica, con commissioni rilevanti come la statua di Gregorio XIII ad Ascoli Piceno. Nel 1589, fu eretta una statua di Sisto V davanti alla basilica di Loreto, seguita nel 1590 dalla firma del contratto per la porta sud della stessa basilica, completata dopo la sua morte nel 1600.
Antonio Calcagni morì nel 1593 dopo aver preparato i modelli per la Porta Monumentale della Basilica di Loreto, che fu portata a termine da suo nipote Tarquinio Jacometti e da Sebastiano Sebastiani, allievo anch'esso del Calcagni.

## Opere
- Monumento del Cardinal Niccolò Caetani di Sermoneta (1580) Basilica della Santa Casa, Loreto
- Dossale d'altare in bronzo con la Deposizione, Basilica, Cappella Massilla, Loreto
- Medaglione con ritratto di Barbara Massilla, Basilica, Cappella Massilla, Loreto
- Ritratto di padre Dantini, Chiesa di Sant'Agostino, Recanati
- Vergine con bambino, Villa Coloredo Mels, Recanati
- Ciborio, Eseguito per Recanati ora risulta alienato
- Monumento a Sisto V (1587), Piazza della Madonna, Loreto
- Monumento in bronzo di Agostino Filago (1592), Basilica della Santa Casa, Loreto
- Porta Monumentale sinistra, Basilica della Santa Casa, Loreto